# Hans Trippel
Hans Trippel, také Hanns Trippel (19. června 1908, Darmstadt – 30. června 2001, Erbach, Hesensko), byl německý automobilový konstruktér, který ovlivnil zejména desig Gullwing’s door (dveře ve tvaru křídel racka) pro Mercedes-Benz 300 SL. Z pohledu automobilové historie je známý především jako tvůrce obojživelných vozidel.

## Život a dílo
Profesně byl samouk. V roce 1932 zakoupil podvozek DKW s motorem objemu 584 cm³ a vybavil ho plavbyschopnou karoserii z hliníkového plechu. Na špičaté zádi byl šroub pro vodní pohon. Zkoušky vozidla jak na silnici, tak ve vodě byly nakonec úspěšné a začátkem května se s ním zúčastnil wiesbadenských automobilových závodů. V roce 1934 postavil závodní vůz s proudnicovou karoserií na podvozku Adler Trumpf Junior a na motor objemu 1,0 l nainstaloval kompresor. Jako závodní jezdec s ním v následujících letech získal šest vítězství.
V roce 1935 postavil na podvozku Adler s 2 l motorem plavbyschopný terénní vůz s pohonem 4 × 4 nazvaný Trippel SG2/LWZ-3 (Schwimm- und Geländewagen 2 –  plavbyschopný terénní vůz 2 / Land-Wasser-Zepp 3  –  pozemní a vodní Zepelín 3).

### Sériová výroba

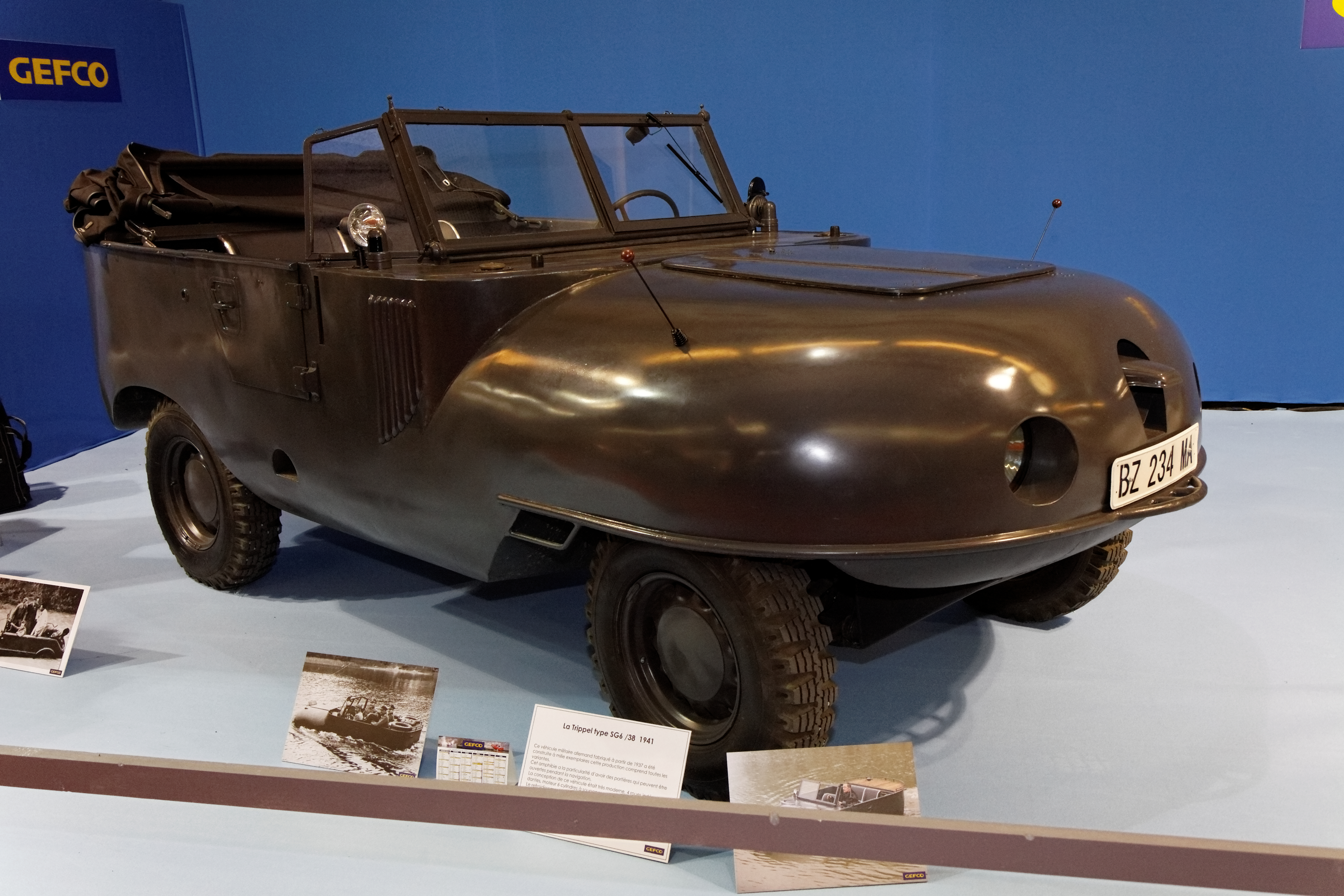
Trippel SG-6

Vůz upoutal pozornost a Hans Trippel – od roku 1930 člen NSDAP a SA, jej v říjnu 1936 předvedl Adolfu Hitlerovi na nádvoří říšského kancléřství v Berlíně a Získal podporu na vývoj a výrobu větších typů. Mezi lety 1937–1940 tak v jeho nové továrně vzniklo 20 plovoucích terénních vozidel Trippel SG-6 pro 5 osob. Navíc asi 6 civilních třímístných SK-8. V letech 1939–1943 se pak vyráběl čistě vojenský Trippel SG-6 Pionier s přidanými bočními dveřmi a rozšířenou karoserií. Přepravil až 16 vojáků.

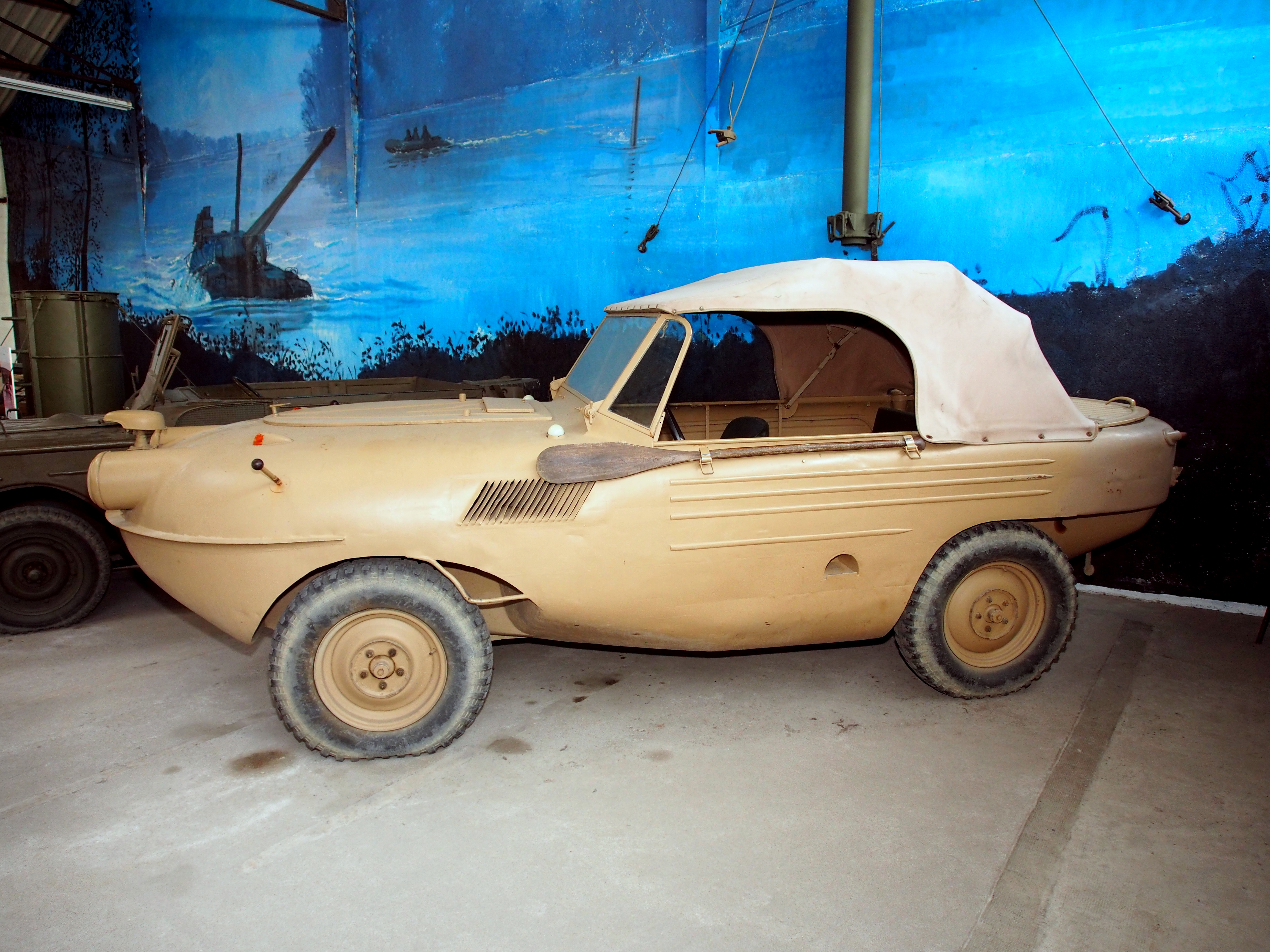
Trippel SG-6

Vůz s 2,5 l motorem vozu Opel Kapitän byl neustále zdokonalován. Od roku 1941 se vynechaly boční dveře, aby se vyřešily problémy s těsností a přepracoval trup pro zlepšení plavebních schopností. Po okupaci Francie získal Trippel závod Bugatti v Molsheimu a výrobu přesunul sem. V roce 1944 byla ukončena ve prospěch mnohem lehčího a levnějšího Volkswagenu Schwimmwagen, kterého konstrukčně inspiroval. Celkem mělo být vyrobeno asi 800 vozidel Trippel SG-6. Na základě francouzských údajů z poválečné doby a procesu denacifikace však pouze asi 200. V továrně se také vyráběla letecká torpéda. Stejně tak probíhal vývoj dalších obojživelných vozidel.

### Poválečné období
Po druhé světové válce byl Hans Trippel – člen SS aktivně podporující nacistický režim, vězněn v letech 1945–1949 francouzskými úřady.

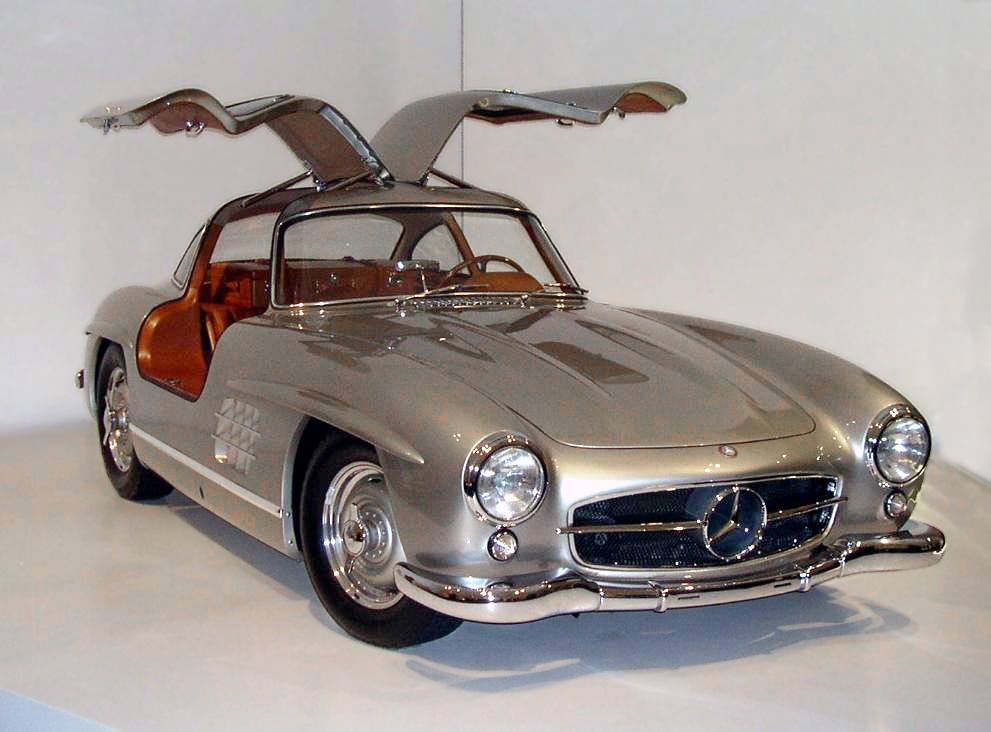
Mercedes-Benz 300SL

Po propuštění nebyl o plavbyschopné vozy zájem a Trippel zkonstruoval miniautomobil Trippel SK-10 (TE 106) pro 2–3 osoby. Měl samonosnou pontonovou karoserii a vzduchem chlazený jednoválcový dvoutakt Horex objemu 597 cm³ s 18 k, který byl uložen vzadu. Tvarem aerodynamického sportovního kupé a cenou pouhých 2800 DM přilákal na výstavách mnoho lidí. S výškou 1,1 m byl ale příliš nízký, nepomáhaly ani vzhůru výklopné dveře na pravé straně. V roce 1950 byla postavena jen tři vozidla. Patent na dveře ve tvaru racčího křídla následně Trippel prodal společnosti Daimler Benz, které se hodil na Mercedesu 300SL. O něco větší Trippel SK-10 (TE 107) měl normálně vzadu uchycené dveře. A vzduchem chlazený dvouválcový čtyřdobý motor boxer společnosti Zündapp objemu 498 cm³ s 18,5 k. V letech 1951–1952 jich vzniklo asi 20. Vyráběl se i jako kabriolet a ve sportovním provedení.

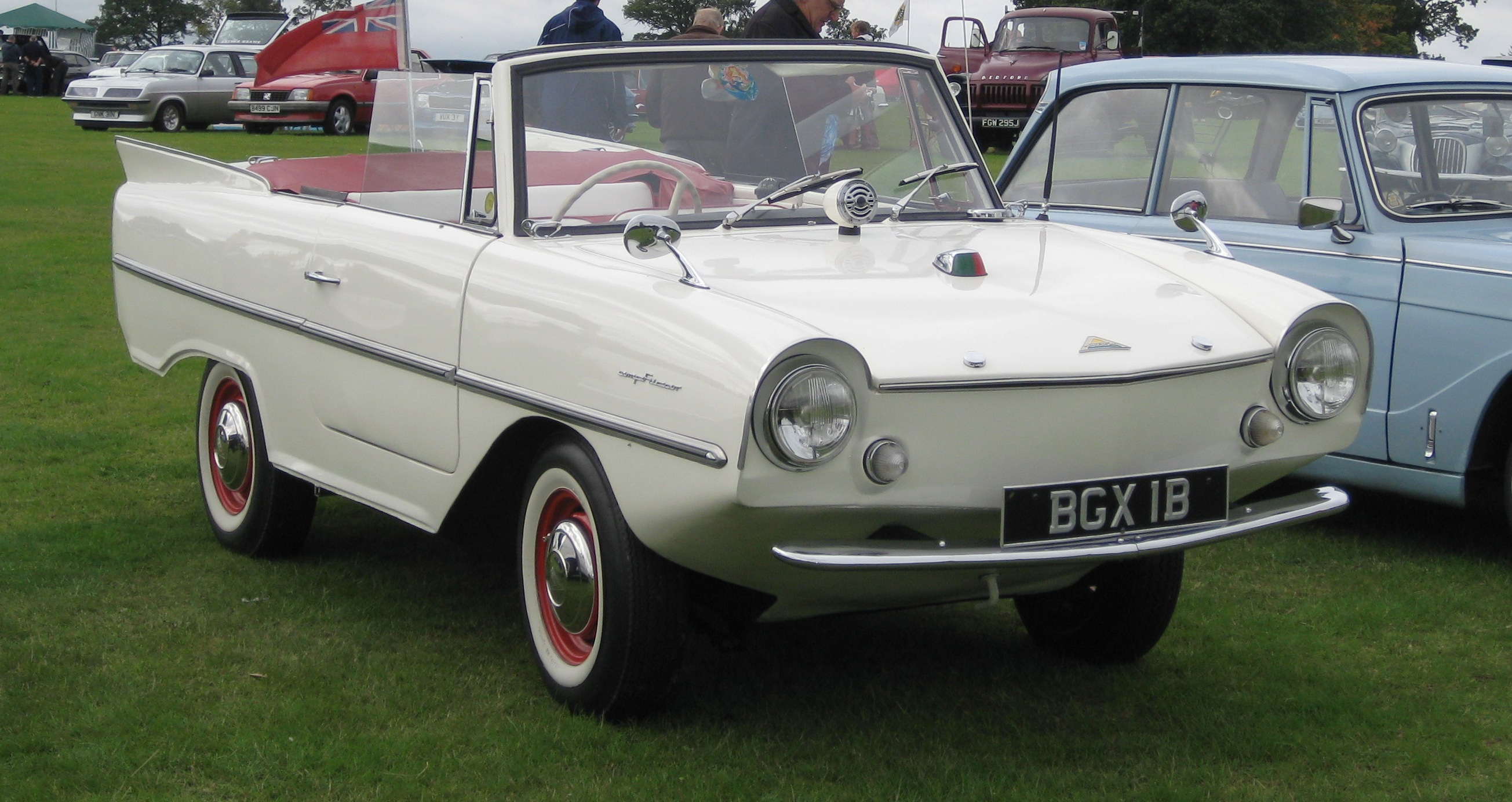
Amphicar 770

Licenci na vůz koupila francouzská automobilka Automobiles Marathon, která jej vybavila lehkou sklolaminátovou karoserií a dvouválcovým čtyřdobým motorem boxer z modelu Panhard Dyna X objemu 850 cm³ se 42 k. Na dvoumístné karoserii pracoval odborník, který se podílel na vývoji té u Chevrolet Corvette. Sportovní kupé Marathon Corsair se siluetou podobnou Porsche 356 se vyrábělo v letech 1953–1955.
Tripl vůz dále vylepšoval, v roce 1956 zkonstruoval malé 2 + 2 místné kupé Trippel 750 s vodou chlazeným tříválcovým dvoutaktním motorem Heinkel objemu 677 cm³ s 26 k, který byl uložen vzadu. Jako první evropský vůz měl panoramatické okno. Postavil i provedení kabriolet. Kupé vyráběla licenčně v letech 1957–1959 automobilka Weidner ze Schwäbisch Hall. Vůz s cenou 7500 DM byl však příliš drahý a nemohl konkurovat kupé VW Karmann-Ghia Typ 14, Borgward Isabella nebo NSU Sport Prinz. Prodalo se asi 200 vozidel pod názvem Weidner 70 S. V daleko menším množství jej vyráběla společnost Wilford z Belgie. Licenční výrobu Trippelu 750 norský výrobce Troll Plastik og Bilindustri nezahájil. Pro 2+2 kupé Troll začal vyrábět vlastní sklolaminátové karoserie pro podvozek a dvouválcové dvoudobé motory zakoupené od zkrachovalé firmy Gutbrod.

### Obojživelný Amphicar
V roce 1957 byl zrušen zákaz výroby vojensky použitelné techniky a Trippel se vrátil ke konstrukci plavby schopných automobilů. Postavil obojživelný prototyp Trippel Alligator, který zaujal německého průmyslníka Haralda Quandta. V letech 1961–1968 se vyráběl upravený s názvem Amphicar. Zdolal i Lamanšským průliv, přes velké očekávání se ale špatně prodával. Byl drahý a pro lovce nebo rybáře bylo snazší namontovat gumový člun na střechu džípu, než promazávat stále podvozek nebo vysušovat rozdělovač. Vzniklo jich jen 3 878.
Hans Trippel poté působil jako poradce zejména armádních konstrukcí. V roce 1989 bylo Trippalovi 81 let a navrhl obojživelný automobil Aqua-Terra s pohonem předních kol, v roce 1990 Aqua-Terra II s pohonem 4x4. Žádného výrobce ale nezískal. Zemřel roku 2001 v 93 letech. Měl za sebou nespočet konstrukcí.